# Андреев, Дмитрий Анатольевич (тромбонист)
Дми́трий Анато́льевич Андре́ев (род. 6 октября 1980, Крестцы, Новгородская область) — российский тромбонист; артист симфонического оркестра Мариинского театра и симфонического оркестра Санкт-Петербургской филармонии, лауреат международного конкурса[какого?].

## Биография
Дмитрий Андреев начал заниматься музыкой в возрасте 8 лет. Сначала он занимался в Харьковской музыкальной школе по классу ударных инструментов. С 1991 по 1995 год Андреев занимался уже по классу тромбона в Харьковской средней специализированной музыкальной школе-интернате. С 1996 по 2000 года он продолжал обучение в Санкт-Петербургском музыкальном училище имени Н. А. Римского-Корсакова, класс Г. И. Страутмана. В 2000 году Дмитрий Андреев поступил в Санкт-Петербургскую консерваторию и 2005 окончил её по классу профессора Виктора Сумеркина.
В 2004 году Дмитрий Андреев стал лауреатом второй премии международного музыкального фестиваля «Пражская весна», поделив её с австрийцем Ханнесом Хёльцлем (первая премия присуждена не была). В 2001 он выиграл первую премию Международного конкурса им. Н. А. Римского-Корсакова в Санкт-Петербурге.
С 1996 по 2003 год Андреев играл в симфоническом оркестре Мариинского театра, с 2003 работает в Симфоническом оркестре Санкт-Петербургской филармонии.